# Vidalia (Georgia)
Vidalia – miasto w Stanach Zjednoczonych, w stanie Georgia, w hrabstwie Toombs. Według spisu w 2020 roku liczy 10,8 tys. mieszkańców. Znane jest ze słodkiej cebuli Vidalia, która została uznana za oficjalne warzywo stanu Georgia w 1990 roku. 